# Soera Ta Ha
Soera Ta Ha is een soera van de Koran.
De soera is vernoemd naar een onvertaalbare lettercombinatie aan het begin van de soera. In de soera wordt verhaald over de doortocht van Musa door de Rode Zee en de daaropvolgende aanbidding van het gouden kalf.

## Bijzonderheden
Ayat 130 en 131 zouden zijn geopenbaard in Medina. Omar ibn al-Chattab, de tweede kalief, zou bekeerd zijn na het horen van aya 14, hoewel anderen zeggen dat het aya 73 is geweest. Dit wordt ook beweerd van een aya uit soera De Ingehulde.

## Inhoud
Ayat 9-98 gaan over Musa. Er wordt verteld dat hij een vuur ziet. Als hij dit vuur nadert, wordt hij door Allah toegesproken. Hij wordt bevolen alleen Allah te aanbidden en de gebeden te verrichten. Daarnaast beveelt Allah hem zijn staf op de grond te gooien. Als Musa dit doet, verandert de staf in een slang. Hij wordt ook bevolen zijn hand onder zijn oksel te doen waarna deze wit wordt. Hij wordt met deze tekenen naar de farao gestuurd. Er wordt ook verteld hoe Musa als baby in een mandje werd gelegd en hoe hij een Egyptenaar doodde. Bij de farao aangekomen vragen Musa en Harun hem de Israëlieten te laten gaan en hen niet meer te onderdrukken. De farao is niet onder de indruk van Musa's tekenen en laat een groep magiërs komen. De magiërs kunnen ook hun staf veranderen in een slang, maar de slang van Musa eet de andere slangen op. De magiërs getuigen vervolgens dat ze geloven in de God van Musa en Harun. De farao is hier woedend over en dreigt de magiërs te kruisigen. Bij de uittocht uit Egypte vluchten de Israëlieten over een deel van de zee dat is drooggevallen. De farao zet de achtervolging in maar wordt dan ondergedompeld in het water. Er wordt verder verteld dat de Israëlieten manna en kwartels te eten krijgen. Terwijl Musa de Tawrat in ontvangst neemt, smeden zijn volksgenoten een afgodsbeeld van juwelen, namelijk een gouden kalf. Musa is woedend hierover. De Samaritaan die het kalf heeft gesmeed wordt weggestuurd.
Ayat 116-123 gaan over Adam en Eva. Allah beveelt de engelen te buigen voor Adam. Alle engelen behalve Iblis geven hier gehoor aan. Iblis haalt Adam en Eva over van de boom van de onsterfelijkheid te eten. Na dit gedaan te hebben, zien ze in dat ze naakt zijn. Ze bedekken zich vervolgens met bladeren. In tegenstelling tot de Bijbel worden Adam en Eva niet naar de aarde gestuurd als straf. 
Volgens de islamitische traditie werden Adam en Eva niet als straf naar de aarde gestuurd, maar was het al voorbestemd dat zij daar zouden leven. In de Koran (Soera Al-Baqara 2:30) zegt Allah tegen de engelen:
"Ik zal een plaatsvervanger (khalifa) op aarde aanstellen."
Dit geeft aan dat de schepping van Adam en zijn vestiging op aarde deel uitmaakte van het goddelijke plan. Hoewel Adam en Eva een fout begingen door van de verboden boom te eten, werden zij door Allah direct vergeven (zie vers 122). Hun afdaling naar de aarde wordt dus niet gezien als een straf, maar als de uitvoering van Allah’s oorspronkelijke besluit.

## Notities
1. ↑  Iblis wordt echter een djinn genoemd in soera 18:50.

De Opening · De Koe · Het Geslacht van Imraan · De Vrouwen · De Tafel · Het Vee · De Kantelen · De Buit · Het Berouw (De Vrijheid) · Jonas · Hud · Jozef · De Donder · Abraham · Al-Hidjr · De Bijen · De Nachtreis · De Spelonk · Maria · Ta Ha · De Profeten · De Bedevaart · De Gelovigen · Het Licht · De Onderscheiding · De Dichters · De Mieren · De Vertelling · De Spin · De Byzantijnen · Luqman · De Aanbidding · De Partijscharen · Sheba · Schepper · Ya Sin · De in de Rangen Behorenden · Saad · De Groepen · Vergever · Duidelijk Uiteengezet · De Consultatie · Pracht en Praal · De Rook · De Geknielden · De Zandduinen · Mohammed · Het Succes · De Binnenvertrekken · Qaaf · De Winden die Verspreiden · De Berg · De Ster · De Maan · De Erbarmer · De Onoverkomelijke Gebeurtenis · Het IJzer · De Twist · De Opdrijving · De op de Proef Gestelden · De Strijdplaats · De Vrijdag (Bijeenkomst) · De Huichelaars · Het Bedrog · De Verstoting · De Verbodenverklaring · Het Koningschap · De Pen · De Wezenlijke · De Manieren van Ascentie · Noach · De Demonen · De Ingehulde · De Ommantelde · De Resurrectie · De Mens · De Uitgezondenen · Het Nieuws · De Uitrukkenden · Hij Fronste · Het Opvouwen · De Splijting · De Knoeiers · De Uiteenscheuring · De Sterrenstelsels · De Nachtelijke Bezoeker · De Allerhoogste · Het Overweldigende Moment · De Dageraad · De Stad · De Zon · De Nacht · De Glorieuze Ochtend · De Expansie · De Vijgenboom · De Bloedklomp · De Waardevolle Nacht · Het Uitsluitende Bewijs · De Beving · De Rennenden · De Dag van Oproering · De Wedijver om Vermeerdering · De Namiddag · De Lasteraar · De Olifant · De Quraisjieten · De Noden van Buren · De Overvloedigheid · De Ongelovigen · De Hulp · De Touwvezels · De Toewijding · De Doorbraak · De Mensheid